# Catochrysops puru
Catochrysops puru är en fjärilsart som beskrevs av Tite 1959. Catochrysops puru ingår i släktet Catochrysops och familjen juvelvingar. Inga underarter finns listade i Catalogue of Life.